# 728
Năm 728 là một năm trong lịch Julius. 